# Todd Rogers (jugador de videojuegos)
Todd Rogers es un jugador de videojuegos estadounidense. En la década de 1980, logró muchos puntajes récord y fue el primer jugador profesional de videojuegos. En 1986, fue invitado a formar parte del equipo U.S. National Video Game Team. Sin embargo, algunos de sus registros se han encontrado desde entonces como no verificables. En enero de 2018, Twin Galaxies eliminó todos sus puntajes de sus tablas de clasificación y lo prohibió permanentemente, y Guinness World Records eliminó sus registros al día siguiente.

## Marcas disputadas
Varias de las marcas de Rogers habían sido objeto de escrutinio por ser aparentemente imposibles o carentes de pruebas suficientes. Como figura en la tabla de clasificación de Twin Galaxies hasta enero de 2018, el récord de Rogers en el juego Dragster de Activision de 1980 fue un tiempo de 5,51 segundos desde 1982. Anteriormente, en 2012, Rogers recibió el récord mundial Guinness por el récord mundial más antiguo de ese récord. Sin embargo, un speedrunner llamado Eric «Omnigamer» Koziel desensambló el código del juego y concluyó que el tiempo más rápido posible fue de 5,57 segundos, mientras que Activision afirma que 5,54 es el tiempo más rápido. Con un tiempo de tick de 0,03s, el reclamo del récord está a dos ticks de los datos de Omnigamer y solo uno del tiempo mínimo reclamado de Activision. Anteriormente, se creía que el puntaje de Rogers había sido verificado cuando lo estableció en 1982 por una foto Polaroid enviada a Activision; sin embargo, no existe una copia de la foto al día de hoy.
Antes de 2018, varios otros puntajes de Rogers también se habían disputado o eliminado individualmente. Una investigación más estricta sobre los puntajes récord de Rogers comenzó cuando algunos youtubers subieron el análisis de varios de sus puntajes en disputa. El puntaje de Rogers de 15 millones de puntos en Donkey Kong para la NES se eliminó de la clasificación de Twin Galaxies después de que se disputara y un árbitro descubrió que las cintas de video de la hazaña faltaban o no existían. El tiempo de Rogers de 32,04 en Barnstorming se eliminó de la tabla de clasificación de Twin Galaxies después de que se descubrió que era imposible de lograr, incluso cuando se eliminan todos los obstáculos. Otros puntajes disputados incluyeron a Wabbit (donde tuvo un puntaje registrado de 1698, pero el juego normalmente termina cuando el jugador alcanza 1300 puntos y el puntaje solo aumenta en incrementos de 5), Fathom (donde, según los puntajes y tiempos de juego verificados de otros jugadores, su récord reclamado habría tomado más de 325 horas de juego para lograrlo), y Centipede en el Atari 5200, por el cual reclamó un puntaje de exactamente 65 000 000 con el siguiente mejor puntaje registrado siendo 58 078. 
El 29 de enero de 2018, luego de que se plantearon muchas disputas y se demostró que varios puntajes eran imposibles, el sitio decidió eliminar todos sus puntajes y prohibirle de por vida. Notificaron a Guinness World Records sobre su decisión. Al día siguiente, Guinness despojó todos los registros de Rogers.